# Thomas Brdarić
Thomas Brdarić [br̩daritɕ] (* 23. Januar 1975 in Nürtingen) ist ein ehemaliger deutscher Fußballspieler und heutiger -trainer.

## Spielerkarriere

### Verein
Brdarić begann beim VfB Neuffen mit dem Fußballspielen. Über den FV Nürtingen, die Stuttgarter Kickers und den VfL Kirchheim/Teck kam er 1993 zum VfB Stuttgart. Er spielte in der Bundesliga für den VfB, Fortuna Düsseldorf, Bayer 04 Leverkusen, VfL Wolfsburg und Hannover 96. Vor seiner Zeit in Leverkusen hatte Brdarić noch für den damaligen Zweitligisten SC Fortuna Köln gespielt. Mit Bayer Leverkusen wurde er zweimal Vizemeister der Bundesliga und erreichte 2002 das Finale der Champions League.
In der Saison 2004/05 spielte Brdarić für den VfL Wolfsburg und wechselte zum Saisonende für 1,8 Millionen Euro wieder zurück zu Hannover 96. Im ersten Jahr war er wieder Stammspieler im Sturm, daraufhin bekam er aber Probleme mit seinem Knie und kam im Jahr darauf nur elfmal zum Einsatz. Schließlich musste er sich mehreren Knieoperationen unterziehen und fiel so in der Saison 2007/08 komplett aus. Im Juli 2008 beendete er seine Karriere.

### Nationalmannschaft

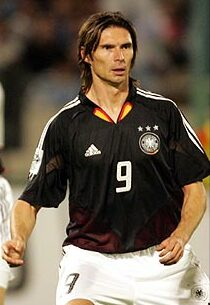
Brdarić als Nationalspieler (2004)

In der Nationalmannschaft brachte es Brdarić auf acht Einsätze und erzielte dabei ein Tor.
Sein erstes Länderspiel absolvierte er am 27. März 2002 in Rostock gegen die USA. Er nahm mit der deutschen Nationalmannschaft an der Europameisterschaft 2004 in Portugal und am Konföderationen-Pokal 2005 in Deutschland teil.

## Trainer und Sportdirektor
Im März 2009 verpflichtete der Niederrheinligist 1. FC Union Solingen Brdarić als sportlichen Leiter. Im Mai übernahm er den Posten des entlassenen Trainers Frank Zilles bis zum Ende der Saison. Am 17. August 2009 wurde der Vertrag von Brdaric in Solingen aufgelöst.
Zu Beginn der Saison 2010/2011 arbeitete er im Trainerstab der U14-Mannschaft von Bayer 04 Leverkusen, im Mai 2011 übernahm er die A-Jugend des KFC Uerdingen 05.
Im Juli 2011 wurde Brdarić von Dynamo Minsk als Sportdirektor verpflichtet. Bereits im Dezember 2011 wechselte er als Sportdirektor zum usbekischen Meister Bunyodkor Taschkent.
Im Juni 2013 beendete Brdarić sein Engagement in Usbekistan und unterschrieb einen Zweijahresvertrag als Trainer beim Regionalligisten TSG Neustrelitz. Mit der Mannschaft wurde er in der Saison 2013/14 Meister der Regionalliga Nordost und nahm an den Spielen zum Aufstieg in die 3. Liga teil. Der Aufstieg in die Dritte Liga blieb Neustrelitz nach zwei Niederlagen (0:2 und 1:3) gegen die zweite Mannschaft des 1. FSV Mainz 05 verwehrt.
Mit Beginn der Saison 2014/15 wurde Brdarić Trainer der zweiten Mannschaft des VfL Wolfsburg, die als Meister der Regionalliga Nord ebenfalls an den Aufstiegsspielen teilnahm, ihrerseits aber an der SG Sonnenhof Großaspach scheiterte. Nach nur einer Saison musste Brdarić schon wieder gehen. Am 27. Mai 2015, nur vier Tage nach dem letzten Spieltag, trennte sich der VfL Wolfsburg von ihm. Sein direkter Vorgänger Valérien Ismaël wurde auch sein direkter Nachfolger. In seiner einzigen Saison mit der zweiten Mannschaft des VfL Wolfsburg erreichte die Mannschaft den zweiten Platz in der Regionalliga Nord und blieb damit in der Liga. Laut Klaus Allofs hatte Brdarićs Entlassung jedoch keine sportlichen Gründe, sondern es habe nur an den verschiedenen Vorstellungen bei der Ausrichtung der Mannschaft für die Saison 2015/2016 gelegen.
Zwischen Oktober 2015 und Mai 2016 war Brdarić Trainer des Regionalligisten TSV Steinbach.
Brdarić übernahm zur Rückrunde 2016/17 den mazedonischen Erstligisten und Europa-League-Qualifikanten KF Shkëndija. Brdarić erreichte mit der Mannschaft in diesem Jahr Platz zwei hinter dem mazedonischen Rekordmeister Vardar Skopje. In zwei Halbfinalspielen gegen den Erzrivalen Vardar Skopje erreichte Brdarić mit seinem Team das mazedonische Pokalfinale gegen FK Pelister Bitola.
Aufgrund der hoch angespannten politischen Lage in Mazedonien verließ Brdarić noch vor dem Pokalfinale gegen FK Pelister Bitola das Land und löste somit den Zweijahresvertrag mit dem Europa-League-Qualifikations-Teilnehmer auf.
Am 4. September 2017 präsentierte der Oberligist Tennis Borussia Berlin Brdarić als neuen Trainer für die Saison 2017/18. Mit den Berlinern verpasste der Ex-Nationalspieler den Aufstieg in die Regionalliga knapp gegen Optik Rathenow. Sein Engagement bei TeBe endete zum Saisonende.
Mit Saisonbeginn 2018/19 wurde Brdarić Trainer des FC Rot-Weiß Erfurt. Als Fünftplatzierter verpasste Erfurt den angepeilten Wiederaufstieg. Nach dem 15. Spieltag der Folgesaison legte Brdarić sein Amt nieder, nachdem die Mannschaft sich seit Saisonbeginn in der unteren Tabellenhälfte befand.
Ab August 2020 war Brdarić in Albanien beim dortigen Erstligisten KF Vllaznia Shkodra tätig. Mit der Mannschaft wurde er in seiner ersten Saison albanischer Pokalsieger und erreichte in der Liga die Vizemeisterschaft. Im Dezember 2021 wurde er vom albanischen Fußballverband Federata Shqiptare e Futbollit als „Trainer der Saison 2020/2021“ ausgezeichnet. Nach einigen sieglosen Spielen trennte sich der Verein im März 2022, auf dem vierten Tabellenplatz stehend, von ihm.
Ab Sommer 2022 war er in Indien Trainer des Erstligisten Chennaiyin FC. Ende Juni 2023 wurde er als neuer Trainer des kuwaitischen Klubs Al-Arabi SC vorgestellt, nachdem zwei Monate zuvor sein auslaufender Vertrag nicht verlängert wurde. Nach nur vier Monaten mit drei Spielen hörte er bei Al-Arabi auf und wechselte im April 2024 wieder nach Albanien zum KF Vllaznia.

## Veröffentlichungen
Matchplan Indien: Die Trainerstory von Thomas Brdaric, Heikendorf 2023, ISBN 978-3-9859577-3-6

## Sonstiges
Brdarić ist verheiratet und hat zwei Kinder. Sein Sohn Tim ist ebenfalls Fußballspieler.
Er besitzt in Wesel-Bislich am Niederrhein ein Ausflugslokal.
Brdarić versuchte sich auch als Sänger und spielte die CD-Single "Die wilde 13" ein.